# Culicoides expalleus
Culicoides expalleus är en tvåvingeart som beskrevs av Remm 1973. Culicoides expalleus ingår i släktet Culicoides och familjen svidknott. Inga underarter finns listade i Catalogue of Life.